# Сонатрак
„Сонатрак“ (на арабски: سوناطراك; на френски: Sonatrach) е държавна нефто-газова компания в Алжир.
Тя е най-голямата компания в страната и на целия континент Африка. Нейното седалище е в столицата гр. Алжир.
Основана е през декември 1963 г. След национализацията от 1970-1971 г. на нефтогазовата индустрия на Алжир, принадлежала на френски компании, контролът над отрасъла е предаден на Sonatrach.
Компанията принадлежи напълно на държавата. Президент е Абделхамид Зергин (Abdelhamid Zerguine). Числеността на персонала е 59 767 души (2010). През 2004 г. оборотът от продажбите на компанията е съставлявал $32,86 млрд. (и 56,1 млрд. през 2010 г.), а чистата печалба – $4,59 млрд. Sonatrach произвежда около 30 % брутния вътрешен продукт на Алжир.
Занимава се с добив, преработка, продажба и транспортиране на нефт и газ, а също инвестира средства за развитие електроенергетиката. Освен това на Sonatrach принадлежат редица нефтохимически производства и предприятия за опресняване на морска вода.
Реализирайки стратегия за интернационализация на своята дейност, Sonatrach, освен в Алжир, работи също и в други региони на света: в Африка (Мали, Нигер, Ливия, Египет), Европа (Испания, Италия, Португалия, Великобритания), Латинска Америка (Перу), както и в САЩ. Тя има дялове 50% в:
- Numhyd – съвместно предприятие с ETAP, Тунис, и
- ALEPCO – съвместно предприятие с National Oil Corporation, Либия.

В рейтинга на световните енергийни компании Sonatrach е:
- 13-а компания в света по запаси и производство на течни въглеводороди (нефт),
- 6-а компания в света по запаси и производство на природен газ,
- 5-а компания в света по общ обем на износа на природен газ,
- 4-та компания в света по обем на износа на сгъстен природен газ.